# Dubovik (Podcrkavlje)
Dubovik falu Horvátországban, Bród-Szávamente megyében. Közigazgatásilag Podcrkavljéhoz tartozik.

## Fekvése
Bródtól légvonalban 11, közúton 14 km-re, községközpontjától légvonalban 3, közúton 4 km-re északra, Szlavónia középső részén, a Dilj-hegység területén, a Bródról Nekcsére menő főúttól keletre, a Dubovičac-patak völgyében fekszik.

## Története
A falu területe már a történelem előtti időben is lakott volt, ezt igazolják a „Križevci” lelőhely ősi leletei. Azt, hogy Dubovik a középkorban sűrűn lakott hely volt három középkori régészeti lelőhely bizonyítja. A „Ćuprija – Mlake”, a „Fratrovac” és a „Ravanj” régészeti lelőhelyeken egyaránt középkori települések maradványai kerültek elő.
Dubovik első írásos említése abban az oklevélben történt, melyben Borics bán fia István Szalatnok nevű birtokát az ugyancsak Borics nembeli Sándornak adja. Vélhetően rokonuk volt az a Beriszló is, aki a későbbiekben az itt birtokos grabarjai Beriszlói és Dezsőfi család őse volt. A települést ezután 1470-ben „Dobochacz” alakban már a Beriszlói család birtokaként említik. Ők voltak azok, akik a Dilj-hegység közeli hegyszorosában a török veszély közeledtére kisebb várat is emeltek. Ennek ellenére a török 1536-ban harc nélkül szállta meg ezt a vidéket. A török az elmenekült lakosság helyére Boszniából pravoszláv vlachokat telepített ide, akik a térség felszabadulása során a kivonuló törökökkel együtt Boszniába távoztak.
A duboviki plébániát a korabeli források Szent Benedek, majd duboviki, később pedig podcrkavljei plébániaként említik. A plébános többnyire Dubovikon tartózkodott, mert ez távolabb esett a hegyen átvezető úttól. A plébánia központja a 238 méteres Berak-hegyen álló Szent Benedek templom volt. Jeronim Lučić szkardonai és boszniai püspök 1638. április 28-án látogatta meg a plébániát és rövid leírást készített róla. Eszerint ekkor a velikei kolostor szerzeteseinek irányítása alatt állt és négy falazott templom tartozott hozzá, melyeket Szent Péter, Szent András, Szent Benedek és Szent István vértanú tiszteletére szenteltek. A püspöki ornátusban, a ferencesek kíséretében miséző püspök ez alkalommal 372, mindkét nemből való személyt részesített a szentségekben. 1660-ban a plébánián vizitáló Petar Nikolić kanonok ugyancsak felsorolja az ide tartozó négy templomot, melyből három jól felszerelt volt, a negyedik Szent Péter templomnak azonban hiányos volt a tetőzete.
A török uralom alóli felszabadítást követően, 1698-ban készített kamarai összeírásban a települést „Dubovik” alakban hajdútelepülésként (pagus haidonicalis) említik. 1730-ban az egyházi vizitáció szerint a településnek 15 háza és egy Keresztelő Szent Jánosnak szentelt fatemploma volt. Plébánosa Nikola Lončarević velikei ferences atya volt. 1746-ban Duboviknak a hozzá tartozó Matković Mala és Oriovčić településrészekkel együtt 42 háza, 60 családja és 253 katolikus lakója volt. 1760-ban az egyházi vizitáció 19 házzal, 21 családdal és 131 katolikus lakossal említi.
Az első katonai felmérés térképén „Dubovik” néven található. Lipszky János 1808-ban Budán kiadott repertóriumában „Dubovik” néven szerepel. Nagy Lajos 1829-ben kiadott művében „Dubovik” néven 36 házzal, 189 katolikus vallású lakossal találjuk. A katonai közigazgatás megszüntetése után 1871-ben Pozsega vármegyéhez csatolták.
A településnek 1857-ben 136, 1910-ben 276 lakosa volt. Pozsega vármegye Bródi járásának része volt. Az 1910-es népszámlálás adatai szerint lakosságának 97%-a horvát anyanyelvű volt. Az első világháború után 1918-ban az új szerb-horvát-szlovén állam, majd később (1929-ben) Jugoszlávia része lett. 1991-től a független Horvátországhoz tartozik. 1991-ben lakosságának 97%-a horvát nemzetiségű volt. 2011-ben a településnek 84 lakosa volt.

## Lakossága

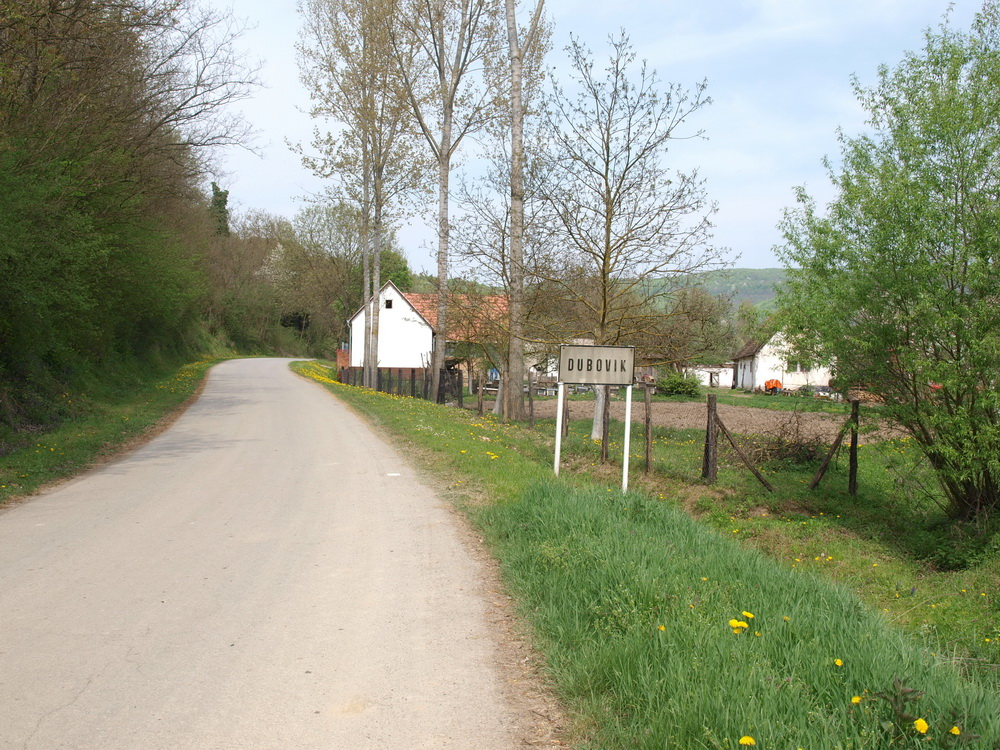
A falu bejárata.

| Lakosság változása | Lakosság változása | Lakosság változása | Lakosság változása | Lakosság változása | Lakosság változása | Lakosság változása | Lakosság változása | Lakosság változása | Lakosság változása | Lakosság változása | Lakosság változása | Lakosság változása | Lakosság változása | Lakosság változása | Lakosság változása |
| ------------------ | ------------------ | ------------------ | ------------------ | ------------------ | ------------------ | ------------------ | ------------------ | ------------------ | ------------------ | ------------------ | ------------------ | ------------------ | ------------------ | ------------------ | ------------------ |
| 1857               | 1869               | 1880               | 1890               | 1900               | 1910               | 1921               | 1931               | 1948               | 1953               | 1961               | 1971               | 1981               | 1991               | 2001               | 2011               |
| 136                | 171                | 170                | 198                | 228                | 276                | 225                | 249                | 221                | 221                | 193                | 150                | 122                | 90                 | 99                 | 84                 |

## Nevezetességei
Szent Mihály arkangyal tiszteletére szentelt római katolikus templomát 1904-ben építették.

## Sport
„Quercus” Dubovik kvadklub.